# Écorches
 Écorches  es una población y comuna francesa, situada en la región de Baja Normandía, departamento de Orne, en el distrito de Argentan y cantón de Trun. Lugar de nacimiento de Charlotte Corday, girondista que asesinó a Jean-Paul Marat durante la Revolución Francesa.

## Demografía
| 163 | 174 | 150 | 137 | 148 | 137 |
| Para los censos de 1962 a 1999 la población legal corresponde a la población sin duplicidades (Fuente: INSEE [Consultar]) |     |     |     |     |     |